# Walter Gartmann
Walter Gartmann, né le 7 janvier 1969, est une personnalité politique suisse, membre de l'Union démocratique du centre (UDC).

## Parcours politique
Il est élu député du canton de Saint-Gall au Conseil national en octobre 2023.